# Helen Vita

Maria Becker und Helen Vita in der Freilichtaufführung von Doña Diana im Rieterpark Zürich, Foto: Comet Photo, ETH-Bibliothek, 1950

Helen Vita, bürgerlich Helene Vita Elisabeth Reichel, verheiratete Baumgartner (* 7. August 1928 in Hohenschwangau; † 16. Februar 2001 in Berlin), war eine Schweizer Chansonsängerin, Schauspielerin und Kabarettistin.

## Werdegang
Helen Vita wurde als Helene Vita Elisabeth Reichel geboren. Ihr Vater Anton Reichel (* 1892 London; † 1984 Zürich) war Geiger und Konzertmeister des Orchesters des Münchener Konzertvereins und der Meininger Hofkapelle, ihre Mutter die Solo-Cellistin Jelena Reichel, geb. Pacic (* 1899 Pest; † 1994 München). Nach der Ausweisung 1939 aus Deutschland zog die Familie nach Genf in die Schweizer Heimat des Urgroßvaters Adolf Reichel.
Nach der Schauspielausbildung am Conservatoire de Genève sammelte sie 1946 ihre ersten Bühnenerfahrungen am Théâtre du Vieux Colombier in Paris. Zwei Jahre war sie dann am Schauspielhaus Zürich engagiert, wo sie in der Uraufführung von Bertolt Brechts Herr Puntila und sein Knecht Matti mitwirkte. Als sie 1948 neben Hans Albers in Liliom auftrat, schrieb die Presse: „Als etwas ganz Außergewöhnliches darf man es aber wohl bezeichnen, daß bei einem solchen Gastspiel eine Neuentdeckung gemacht wurde, wie sie nur ganz selten glückt: bildhübsch und hochbegabt, Helen Vita, ein Name, den man sich merken wird.“
Bertolt Brecht war es auch, der ihr komisches Talent entdeckte und sie dazu ermunterte, Kabarett zu machen. Dem Wunsch, an sein Berliner Ensemble mitzukommen, folgte sie nicht, da sie Brechts Eintreten für ein sozialistisches Deutschland nicht teilen konnte. Stattdessen trat sie 1949 ins Zürcher Cabaret Fédéral ein.
1952 ging sie nach München und spielte an der Kleinen Freiheit, für die Erich Kästner die zeitkritischen Texte schrieb. Hier traf sie auf Friedrich Hollaender, dessen Lieder sie in ihr Repertoire übernahm. Später wirkte sie bei den Berliner Wühlmäusen mit. Aus ihrer 1956 geschlossenen Ehe mit dem Schweizer Komponisten Walter Baumgartner gingen zwei Söhne hervor. In Berlin bezog sie 1965 ihre Zweitwohnung.
Schon in den frühen 1950er Jahren war Helen Vita für den Film entdeckt worden. Sie spielte in 58 Kino- und Fernsehfilmen mit: zumeist Heimatfilme, Schlagerschnulzen und Sexklamotten, worin sie oft den drallen Gegenpart zu Caterina Valente und Sonja Ziemann mimte. Das Klischee «scharfe Nutte mit viel Ausschnitt» verfolgte sie jahrelang. Nicht in dieses Klischee passte die Rolle der Cornelia Gatzka im 5. Teil des Fernsehklassikers Am grünen Strand der Spree, in dem sie als Partnerin von Gerhard Just und Günter Pfitzmann zu sehen war. Sie spielte auch in den 08/15-Filmen und bei Ferien auf Immenhof mit. Später stand sie in dem Musical-Film Cabaret neben Liza Minnelli in der Rolle des Fräulein Kost vor der Kamera. Doch gelten liess sie zeitlebens nur ihre Rollen in einigen Filmen von Rainer Werner Fassbinder: Liebe ist kälter als der Tod, Satansbraten, Berlin Alexanderplatz und Lili Marleen.
Während ihrer Filmkarriere blieb Vita stets ihrer grossen Leidenschaft, dem «seriösen» Theater treu. In Klassikern von Shakespeare, Molière und Goethe überzeugte sie ebenso wie in modernen Stücken von Thornton Wilder, T. S. Eliot oder Hans Henny Jahnn. An der Seite von Hans Albers spielte sie in Liliom und war später über Jahre am Münchner Volkstheater eine umjubelte «Seeräuber-Jenny» in der Dreigroschenoper.
Zur Skandalfigur der Saubermann-BRD vor 1968 wurde Vita vor allem als «fromme Helene» und mit der seinerzeit aufsehenerregenden Schallplattenserie mit den «frechen Chansons aus dem alten Frankreich» in deutscher Übersetzung von Walter Brandin.
Die aus heutiger Sicht eher harmlosen, über Jahrhunderte tradierten Volks- und Kinderlieder riefen deutsche Staatsanwälte und Sittenwächter auf den Plan. Es folgten jahrelange juristische Auseinandersetzungen: Die galant-lasterhaften Lieder wurden von Staats wegen zu verbotenen Liedern erklärt, es ergingen Strafbefehle, Urteile wurden verkündet und wieder aufgehoben, Prozesse neu aufgerollt.
«Unter Kunst versteht das Gericht ein Erzeugnis, das den Durchschnittsbürger über den Alltag erhebt und ihm das edelste darstellt, was er sich vorstellen kann», so begründete der Kölner Richter Bubenberger die Beschlagnahmung der «kunstlosen Schweinerei». Zeitweilig durften die Platten nur noch mit dem Aufdruck «Für Jugendliche verboten!» unter dem Ladentisch verkauft werden, was sie aber umso erfolgreicher machte. Von der Kritik dagegen wurden sie gelobt und erhielten zweimal den Deutschen Schallplattenpreis. Zu den französischen Chansons gesellten sich nun auch die «bawdy Songs» englischsprachiger Troubadoure. Ihre folgenden Platten hiessen Dolce Helen Vita Vol. I und Vol. II. Erst 1969 wurde in einem offiziellen Bescheid des Regierungspräsidiums Nordbaden in Karlsruhe festgestellt, dass Helen Vitas Lieder «künstlerisch hochstehend» seien.
Ihre zahlreichen Soloprogramme trugen so selbstironische Titel wie: Lotterlieder von Brahms bis Brecht, Von wejen Liebe, Helen Vita total und Die Seuse singt. 1985 erhielt sie den Deutschen Kleinkunstpreis. Immer dabei: der 1989 verstorbene Pianist Paul Klein. Ab 1991 wurde sie begleitet von dem Pianisten und Kabarettisten Frank Golischewski, der ihr zahlreiche Chansons (Die Alte singt ja immer noch u. a.) schrieb sowie das Programm Drei Alte Schachteln unterwegs initiierte und begleitete. Songs von Hollaender und Brecht/Weill sowie Texte von Kästner und Tucholsky gehörten stets zu ihrem Lieblingsrepertoire.
Ihren letzten grossen Erfolg feierte sie Ende der 1990er Jahre mit Evelyn Künneke und Brigitte Mira als eine der Drei alte Schachteln. Bis kurz vor ihrem Tode wirkte sie noch in zahlreichen Fernsehproduktionen mit und stand mit ihrem Programm Die Alte singt ja immer noch auf der Bühne.
Helen Vita trat auch als Hörspielsprecherin in Erscheinung. So spielte sie 1969 in Rolf und Alexandra Beckers Dickie Dick Dickens die Gangsterbraut «Effi Marconi».
In ihrer Wahlheimat Berlin erlag sie am 16. Februar 2001 einem Krebsleiden. Ihr Grab befindet sich auf dem Friedhof Zollikerberg/Zollikon bei Zürich.

## Zitate

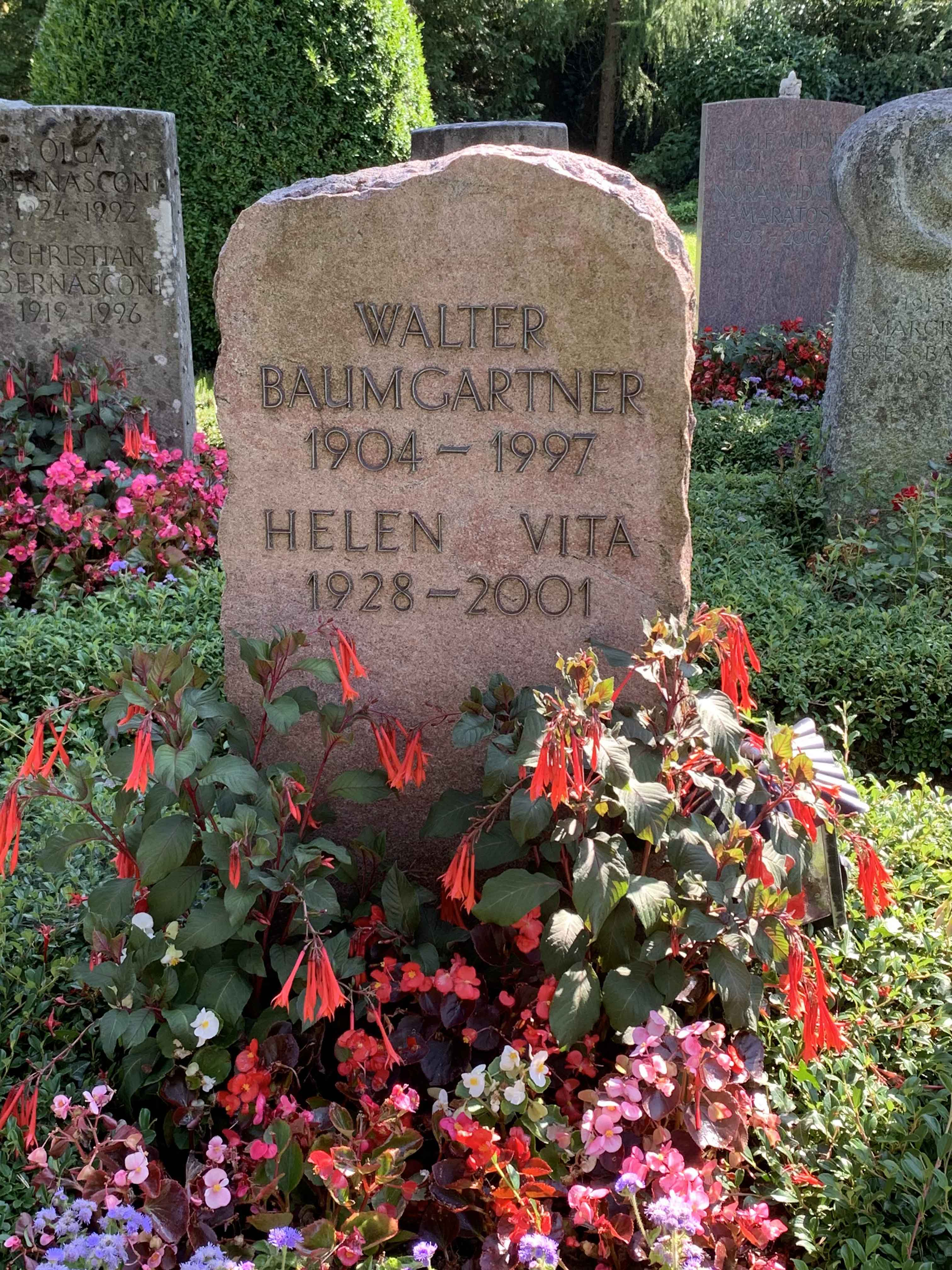
Grabstätte von Helen Vita

«Eva ist die umgearbeitete, verbesserte und gekürzte Ausgabe von Adam.

Männer sind wie Taschenlampen: sie blenden, ohne viel Licht zu verbreiten.

Frauen sind wie Fluglotsen: wenn sie nicht wollen, kann keiner landen.

Es kann nur Männern einfallen, nächtliche Aktivitäten als „Tagungen“ zu bezeichnen.»

## Auszeichnungen
- 1985: Deutscher Kleinkunstpreis
- 1987: Salzburger Stier (Kleinkunstpreis)
- 2000: Bundesverdienstkreuz Erster Klasse der Bundesrepublik Deutschland
- 2000: Goldene Kamera Ehrenpreis für herausragende Persönlichkeiten der Stadt Berlin

## Erhältliche CDs
- Die Alte singt ja immer noch, 2000
- Freche Chansons, 2001
- Unartige Lieder, 2002
- Ich hasse die farblose Feinheit, 2003

## Filmografie (Auswahl)
- 1947: Torrents
- 1952: Palace Hotel
- 1953: Man nennt es Liebe
- 1954: 08/15
- 1954: Liebe und Trompetenblasen
- 1954: Die kleine Stadt will schlafen gehn
- 1955: Der fröhliche Wanderer
- 1955: 08/15 Zweiter Teil
- 1955: 08/15 in der Heimat
- 1955: Urlaub auf Ehrenwort
- 1955: Der Pfarrer von Kirchfeld
- 1955: Zwei blaue Augen
- 1956: Ein tolles Hotel
- 1956: Kirschen in Nachbars Garten
- 1956: Bonjour, Kathrin
- 1956: Dany, bitte schreiben Sie
- 1957: Ferien auf Immenhof
- 1957: Konditorei Zürrer (Bäckerei Zürrer)
- 1957: Egon, der Frauenheld
- 1957: Kein Auskommen mit dem Einkommen!
- 1957: Das einfache Mädchen
- 1957: Frauenarzt Dr. Bertram
- 1958: Heimatlos
- 1958: Das Mädchen Rosemarie
- 1958: Schwarzwälder Kirsch
- 1958: Cherchez la femme
- 1959: Alle lieben Peter
- 1959: Kriegsgericht
- 1959: Liebe auf krummen Beinen
- 1959: Du bist wunderbar
- 1960: Am grünen Strand der Spree (Fernsehserie)
- 1961: Die Gejagten
- 1961: Der Hochtourist
- 1961: Robert und Bertram
- 1963: Es war mir ein Vergnügen
- 1964: Die Lady
- 1966: Ganovenehre
- 1967: Treibgut der Großstadt
- 1968: … und noch nicht sechzehn
- 1969: Alle Kätzchen naschen gern
- 1970: Die Feuerzangenbowle
- 1970: Was ist denn bloß mit Willi los?
- 1970: Dem Täter auf der Spur – Puppen reden nicht
- 1971: Jürgen Roland’s St. Pauli-Report
- 1971: Urlaubsreport – Worüber Reiseleiter nicht sprechen dürfen
- 1971: Der neue heiße Report: Was Männer nicht für möglich halten
- 1972: Cabaret
- 1973: Traumstadt
- 1976: Satansbraten
- 1977: Tatort – Das Mädchen am Klavier
- 1977: Der Alte – Blütenträume
- 1977: Polizeiinspektion 1 – Und keine Kopeke weniger
- 1978: Derrick – Lissas Vater
- 1979: Der Durchdreher
- 1980: Berlin Alexanderplatz
- 1981: Lili Marleen
- 1981: Ein zauberhaftes Biest – Der Märchenfisch (Fernsehserie)
- 1982: Derrick – Der Mann aus Kiel
- 1982: Die Krimistunde (Fernsehserie, Folge 2, Episode: Mein kleiner Betrüger)
- 1982: St. Pauli-Landungsbrücken (Fernsehserie, eine Folge)
- 1984: Tapetenwechsel
- 1986: Ein Fall für zwei – Erben und Sterben
- 1987: Die Krimistunde (Fernsehserie, Folge 29, Episode: Dienstbotenprobleme)
- 1988: Gekauftes Glück, Regie: Urs Odermatt
- 1991: Ein Fall für zwei – Kopfgeld
- 1991: Happy Birthday, Türke!
- 1992: Lilli Lottofee (Fernsehserie)
- 1993: Jeanmaire – Ein Stück Schweiz (TV)
- 1993–95: Salto postale (Fernsehserie)
- 1994: Die Weltings vom Hauptbahnhof – Scheidung auf Kölsch (Fernsehserie)
- 1994: Matchball (Fernsehserie)
- 1996: Ein Fall für zwei – Todesengel
- 1997: Die drei Mädels von der Tankstelle
- 1998: Edgar Wallace: Die unheimlichen Briefe
- 1999: Die Spesenreiter
- 2000: Die Schule am See – Rote Rosen
- 2000: Ein lasterhaftes Pärchen (TV)

## Hörspiele
- 1961: Josef Ruederer: Die Morgenröte – Eine Komödie aus dem Jahre 1848 – Rolle: Lola Montez. Regie: Edmund Steinberger. Produktion: Bayerischer Rundfunk. Als Podcast/Download im BR Hörspiel Pool.[6]
- 1961: Georges Simenon: Maigret und sein Revolver – Regie: Heinz-Günter Stamm (Hörspiel – BR)
- 1964: Friedrich Dürrenmatt: Der Prozess um des Esels Schatten – Regie: Otto Kurth. Produktion: BR/SR.
- 1964: Heinz von Cramer: Die Ohrfeige – Regie: Hans Knötzsch (Hörspiel – Rundfunk der DDR)